# Le Grand Combat (film, 1942)
Pour plus de détails, voir Fiche technique et Distribution.
Le Grand Combat est un film français réalisé par Bernard Roland, sorti en 1942.

## Fiche technique
- Titre : Le Grand Combat
- Réalisation : Bernard Roland
- Scénario : Marcel Rivet
- Dialogues : Henri Decoin
- Photographie : Jean Bachelet
- Décors : Marcel Mary
- Son : Jacques Hawadier
- Musique : Georges van Parys
- Montage : Charlotte Guilbert
- Production : Société Universelle de Films
- Pays de production :  France
- Format :  Noir et blanc - 1,37:1 - 35 mm - son mono
- Genre : Film dramatique
- Durée : 85 minutes (1 h 25)
- Date de sortie : 
  - France : 23 décembre 1942
- Affiche : Roger Cartier (France)

## Distribution
- Lucien Baroux
- Georges Flamant
- Blanchette Brunoy
- Jules Berry
- Jimmy Gaillard
- Suzanne Dehelly
- Georges Péclet
- Maurice Marceau
- Mercédès Brare
- Marcel Dieudonné
- Albert Malbert
- Georges Paulais